# Diretório dos Índios
Diretório dos Índios foi uma lei elaborada em 1755, e tornada pública em 1757, por D. José I, rei de Portugal, através de seu ministro, o Marquês de Pombal que está relacionado a um reformismo ilustrado  que irá dizer  sobre os aldeamentos indígenas, elevando estes à condição de vilas ou aldeias, administradas por um diretor. O Diretório, composto de 95 artigos, atendeu às solicitações dos moradores pela regulação da liberdade concedida ao indígena pelas Leis de Liberdade de 1755, centralizando o domínio da mão de obra nas mãos de particulares. Para tanto, nulificou o Regimento das Missões, elevou os aldeamentos missionários e proibiu o exercício administrativo dos religiosos regulares.

## Debate Historiográfico do tema

### Corpo normativo
O seu extenso corpo normativo legislou muito além das povoações indígenas (embora fossem seu objeto privilegiado de atenção e ação): do parágrafo §19 ao §34, pautou questões relativas ao cultivo da terra pelos nativos; do §35 ao §58, o comércio dos produtos das suas plantações; do §59 ao §73, à forma como se deveria fazer a distribuição dos indígenas pelos moradores do Estado; o §74, relacionava-se à construção de casas da câmara e cadeias públicas nas vilas; o §75, sobre o envio de mapas dos nativos ausentes das suas povoações, assim como dos que se encontrassem nos matos ou nas casas dos moradores para a sua devida restituição às povoações; do §76 ao §79, pautou o descimento dos nativos; do §80 ao §91, à forma de introdução de luso-brasileiros nas povoações e à promoção do contato interétnico por meio de casamentos, parentescos, títulos e cargos; o §92 referia-se às penas previstas para os casos de negligência ou malícia por parte dos que deveriam zelar pelo cumprimento das disposições do Diretório, e, finalmente, do parágrafo 93 ao 95, à recomendação ao diretor do uso de “prudência”, “suavidade” e “brandura” na execução de todas as ordens.

#### Incorporar os indígenas á sociedade dos brancos
A política do Marquês de Pombal buscava assim incorporar os indígenas à sociedade dos brancos, transformá-lo em um trabalhador ativo, a fim de assegurar o povoamento e a defesa do território colonial. As frequentes denúncias de violações de competências por parte dos diretores e o decrescimento econômico das vilas e lugares pombalinos - em razão das sucessivas epidemias que acometeram os nativos, da constante retirada de indígenas para o trabalho nos serviços reais e das fugas sistemáticas para os sertões -, levaram à revogação do Diretório, no Vale Amazônico, em 1798, pela rainha D. Maria I (1777-1816). O verbete “Diretório,” no "Dicionário da História da Colonização Portuguesa no Brasil", de organização da professora Maria Beatriz Nizza da Silva (1994, p. 261-262), descreve que os dispositivos previstos na legislação não foram cumpridos em razão dos interesses dos diretores, os quais exploravam os autóctones com o intuito de potencializar a parte que lhes cabia em sua produção. Essa exploração teria ocasionado o fracasso da legislação e provocado a desagregação das populações nativas.

##### A carta Régia de 1798
Por tais razões, o Diretório foi abolido por uma Carta Régia de 1798, a qual promoveu a extinção do cargo dos diretores; estabeleceu o autogoverno indígena de seus negócios, propriedades, cargos, ofícios e trânsito; reiterou a equivalência dos súditos nativos aldeados aos demais vassalos; reforçou a importância da miscigenação biológica e assimilação cultural; findou com a chancela da Coroa às operações de descimento; liquidou as roças “do comum”; e implementou o regime tutelar para as populações indígenas independentes (as que vivam externamente às espacialidades lusitanas). De acordo com o professor Victor Leonardi, foi preciso aguardar quase 50 anos para a determinação de novas normas gerais sobre a administração e o governo dos indígenas após a abolição do Diretório, as quais só viriam a ser homologadas pelo “Regulamento acerca das missões da catequese e civilização dos índios”, no governo imperial de D. Pedro II, em 1845. Manuela Carneiro da Cunha concebeu duas opiniões sobre o período decorrido entre a suspensão do Diretório dos Índios e a promulgação do Regulamento das Missões. De um lado, a professora sustenta que esse ínterim foi caracterizado por um “vazio legal”, quando na ausência de uma legislação mais abrangente sobre como governar os nativos, foram concebidos leis e regulamentos regionais para se resolver uma miríade de casos específicos, e, na falta dessa legislação geral, o Diretório ocupou o papel de pedra basilar das decisões locais. Em sua segunda posição, Manuela Carneiro definiu esse período como sendo protagonizado pelo “autogoverno” dos indígenas em suas Câmaras e Juízos, entretanto, daqueles totalmente integrados às instituições e espacialidades luso-brasileiras, e não os que viviam nos sertões desagregados das bandeiras portuguesas. Para esses, os bacamartes e os arcabuzes dos invasores ibéricos foram os primeiros e, talvez, os últimos contatos com a legislação lusitana.